# Cyril Montana

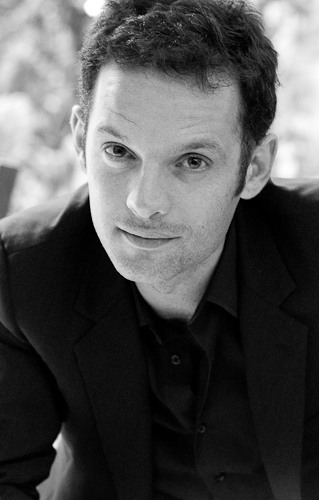
Cyril Montana

Cyril Montana (* 31. Dezember 1969) ist ein französischer Schriftsteller. Er war von 2010 bis 2015 mit der Pop-Sängerin Anggun verheiratet. Aus dieser Ehe hat er seine Tochter.

## Veröffentlichungen
- Malabar trip, Paris, Éditions Le Dilettante, 2003, 125 S. ISBN 2-84263-077-7
- Carla on my mind, Paris, Éditions Le Dilettante, 2005, 156 S. ISBN 2-84263-102-1
- Le Bonheur de refaire le monde, Paris, Maren Sell Éditeurs, 2005, 158 S. ISBN 2-35004-031-3
- La Faute à Mick Jagger, Paris, Éditions Le Dilettante, 2007, 222 S. ISBN 978-2-84263-147-5
- Je nous trouve beaux, Paris, Albin Michel, coll. « Littérature générale », 2013, 200 S. ISBN 978-2-226-24524-3